# پارسیفال
پارسیفال نام اپرایی در سه پرده از ریشارد واگنر، آهنگساز و فیلسوف نامی آلمانی است. واگنر کار نوشتن پارسیفال را در آوریل ۱۸۵۷ آغاز کرد، ولی نوشتن پارسیفال تا ۲۵ سال بعد پایان نیافت. پارسیفال آخرین و مشهورترین اپرای نوشته‌شده توسط ریشارد واگنر است.